# Polygone d'essais de missile de White Sands

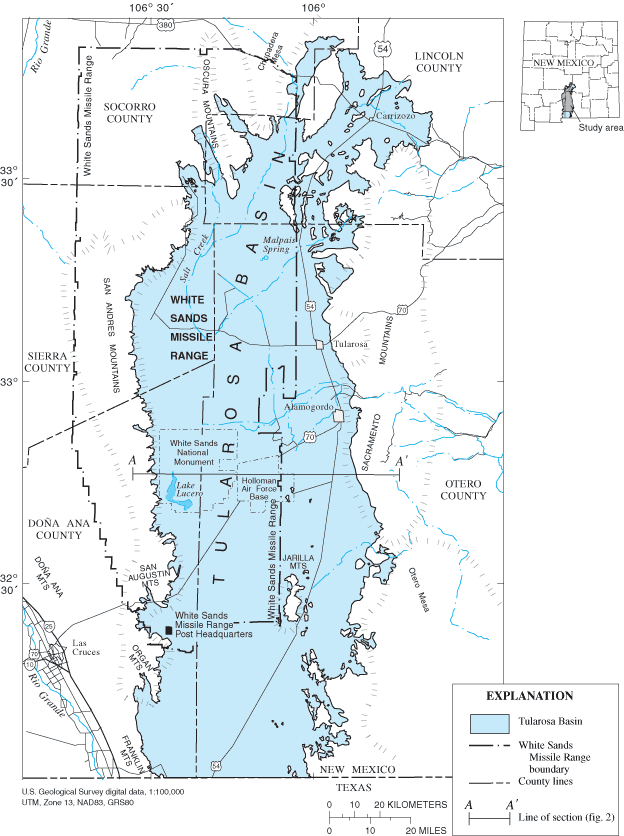
L'essentiel du nord du bassin de Tularosa (bleu) sert au WSMR (zone entourée en pointillés), qui recouvre plusieurs terrains non-militaires (par ex. le White Sands National Monument géré par le National Park Service), ainsi que les aérodromes de l'USAF.

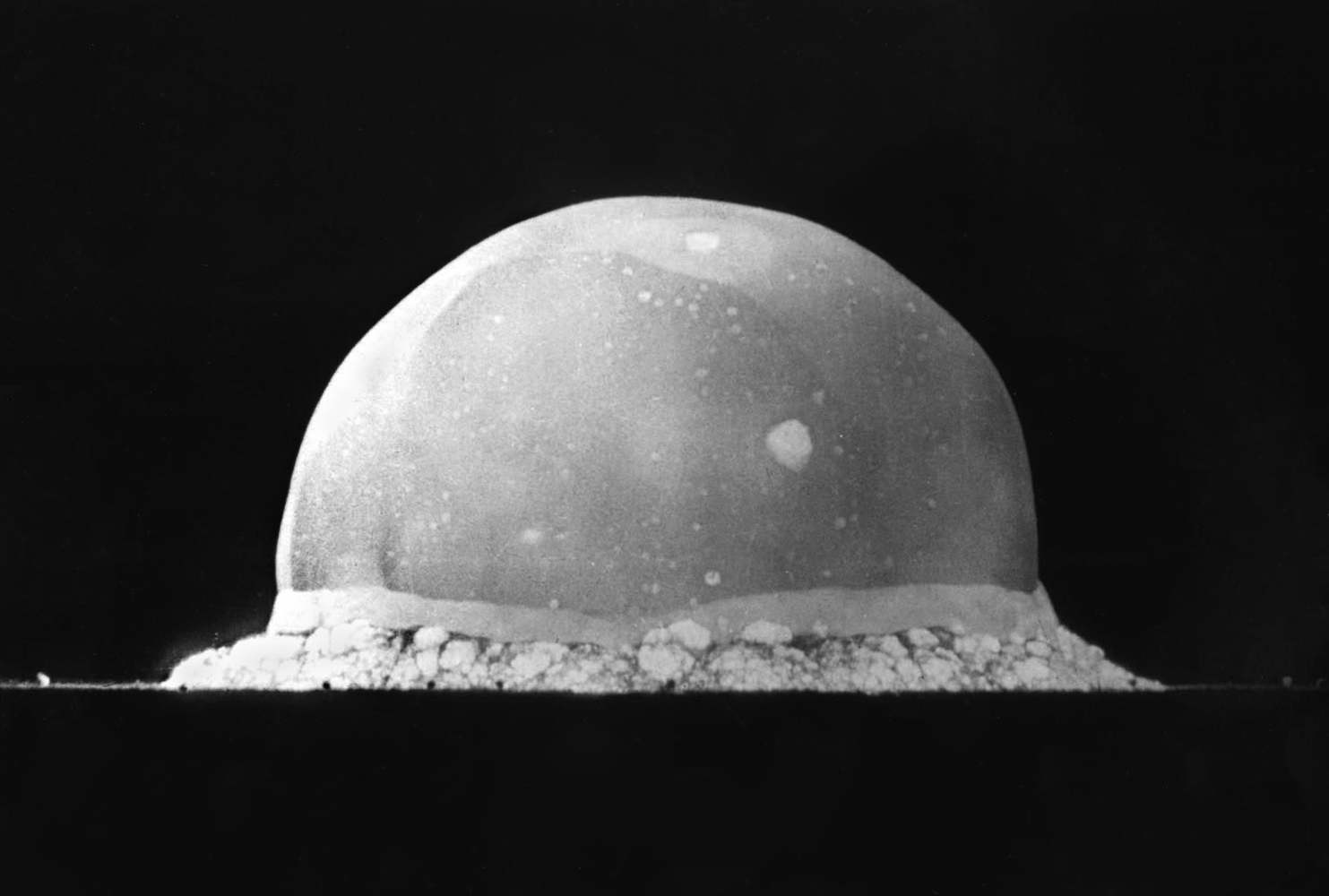
Le site de l’essai Trinity (1945) se trouve sur les emprises du WSMR.

Le Polygone d'essais de missile de White Sands est une base de lancement de l'armée américaine s’étendant sur près de 8 300 km2, sur des portions de cinq comtés différents du sud du Nouveau-Mexique. C’est la plus grande zone militaire des États-Unis. Elle recouvre le site de la première explosion atomique, de nom de code « Trinity ». Le complexe McGregor Range de Fort Bliss, de 240 000 ha, au sud (sud-est du Bassin de Tularosa, à Otero Mesa) est l'autre grand centre d'essais militaires de la région.
Le refuge faunique national San Andres est inclus dans le périmètre du Poplygone.

## Origine
En 1930, Robert Goddard avait choisi le Nouveau-Mexique pour y mener ses premiers essais de tir de fusées. Le 13 avril 1941, l'armée américaine se prépare à entrer en guerre en aménageant la base aérienne d'Alamogordo : la construction de  l'aérodrome militaire de Biggs, dans les environs d’El Paso, démarre en 1942. Au cours des années suivantes, l'armée loue les terrains aux ranchers avant d'en faire l'acquisition définitive dans les années 1970.

## Sites historiques nationaux américains
Le musée de White Sands possède l'original de la fusée V-2 no FZ04/20919, récupérée en mai 2004 auprès de la Cosmosphere du Kansas, qui en assuré la remise en état. Le Hall of Fame de White Sands (ouvert en 1980) rend hommage aux officiers ayant commandé la base de puis la dernière guerre comme le colonel Harold Turner (1945 - 1947).
Il y a désormais à White Sands plusieurs sites classés « monuments historiques » :
- Le site « Trinity » choisi par les autorités militaires américaines au mois de novembre 1944 pour leur premier essai nucléaire mené le 16 juillet 1945[3] (classé district National Historic Landmark le 21 décembre 1965[8],[9] et inscrit au Registre national des lieux historiques le 15 octobre 1966[10]).
- La rampe de lancement du premier essai statique de missile V2 (15 mars 1946), et du premier tir effectif de V2 aux États-Unis (16 avril 1946, classé à l'inventaire des National Landmarks le 3 octobre 1985[11]).

## Essais en cours
Le Centre d'essais de White Sands possède une division des systèmes tactiques guidés et des rayonnements ionisants qui mène des essais de tir et de localisation de fusées. Les autres projets suivis à White Sands sont :
- la tour de sauvetage pour le Projet Orion ;
- la base de lancement no 37, aménagée pour les essais des Nike Hercules ;
- la base de lancement no 38, aménagée pour les essais des Zeus avec sa tour de contrôle, désormais utilisée pour les missiles Patriot.
- Le service de défense et des leurres, créé en 1972 (CCM) est chargé d'évaluer les missiles guidés de haute précision et d'autres engins destinés au brouillage électromagnétique et de type leurre[13]
- Le centre d'essai de la NASA White Sands Test Facility (1963) destiné aux Tracking and Data Relay Satellites et au Solar Dynamics Observatory est équipé de 2 antennes de 18 m.
- La Direction de l'Énergie dirigée de l’Air Force Research Laboratory au centre North Oscura Peak.